# مصلب المنقار الأحمر

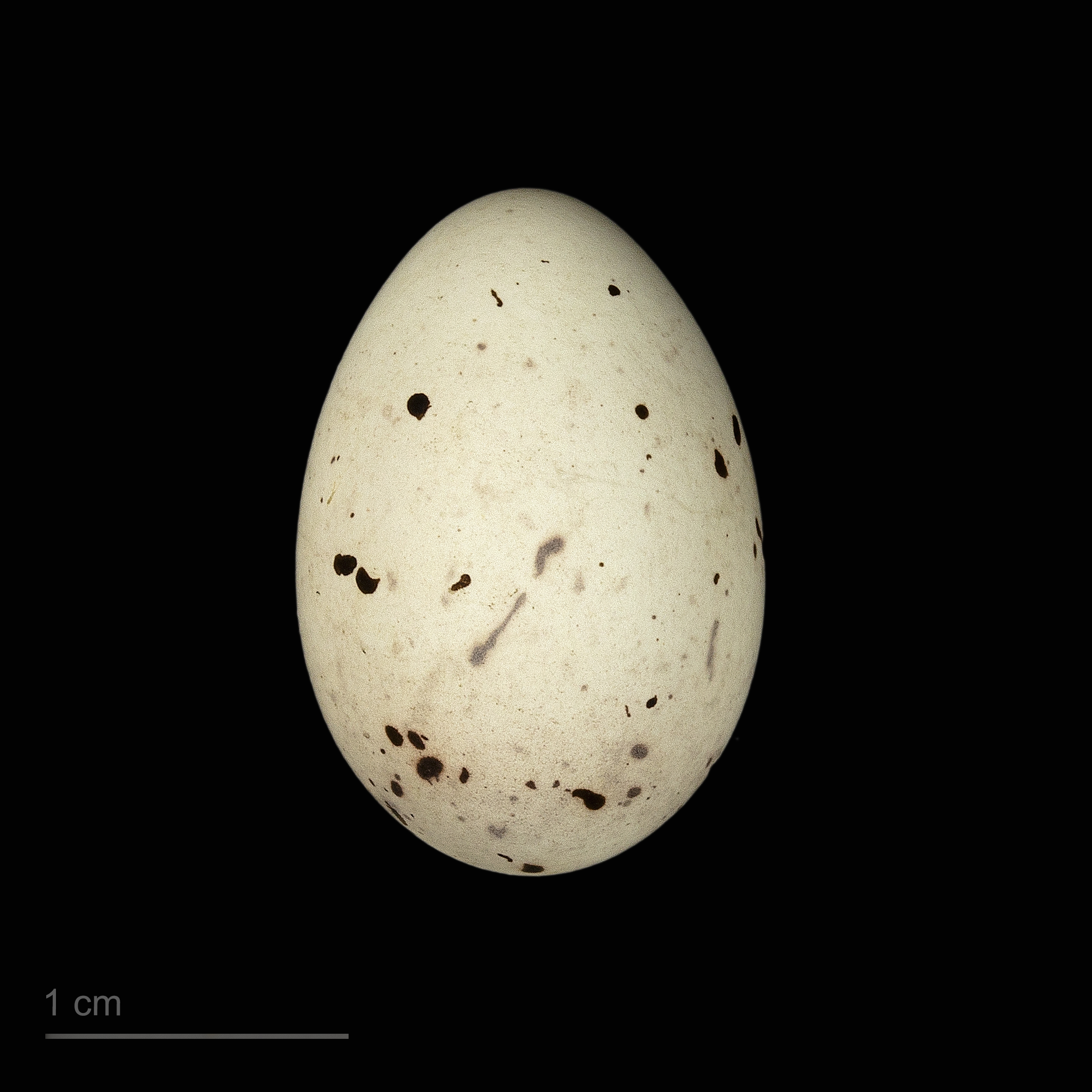
Loxia curvirostra poliogyna

مُصلَّب المنقار الأحمر (الاسم العلمي: Loxia curvirostra) (بالإنجليزية: Red Crossbill)‏، ويعرف كذلك باسم مُتصالب المنقار الأحمر أو القرزبيل الأحمر أو بومقصّ في اللّهجة التّونسيّة، هو عصفور صغير ينتمي إلى شرشوريات (فصيلة: Fringillidae)، وهي فصيلة من الطيور المغردة «Passeri» .
ويعيش مُصلَّب المنقار الأحمر في الغابات المخروطية مثل غابات الصنوبر والسرو والراتنجيات والتنوب والأرز.

## شكل الطائر
يبلغ إجماليّ طوله بين 14 و16.5 سم، بينما يبلغ وزنه حوالي 40غ.
ويمكن التّعرّف على مُصلَّب المنقار الأحمر من خلال شكل منقاره المصلّب ؛ ففكّاه العلويّ والسفليّ يمتدّان للأمام ثم يتصالبان معاً.

### الذّكر

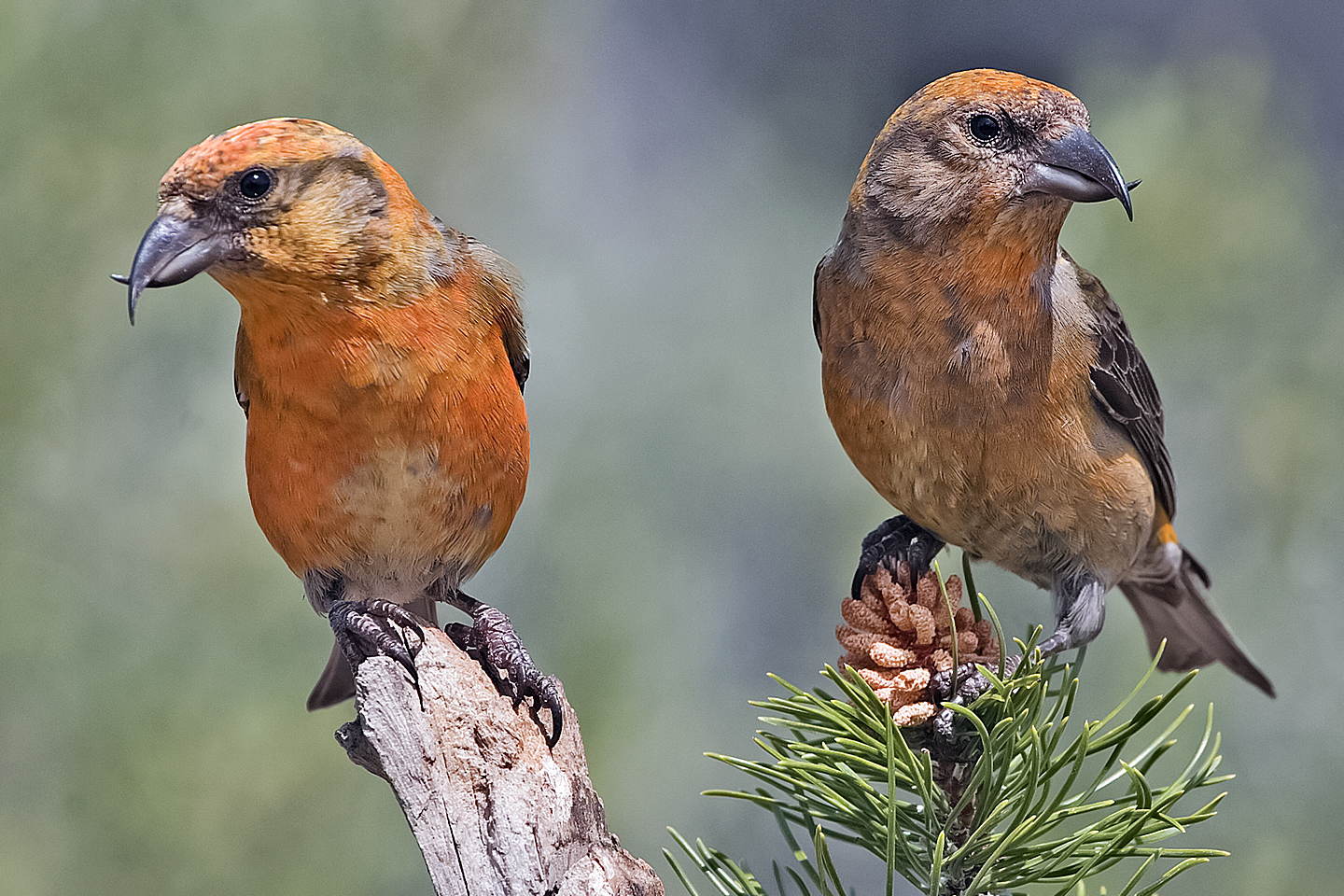
ذكر مُصلَّب المنقار الأحمر

يتميّز الذّكر البالغ بلون أحمر قاتم على الأجزاء العلويّة والسّفليّة من جسمه، بينما يكون لون مؤخرته أحمر فاتحا، وتكتسي الأجنحة والذّيل بلون بنّي داكن.

### الأنثى

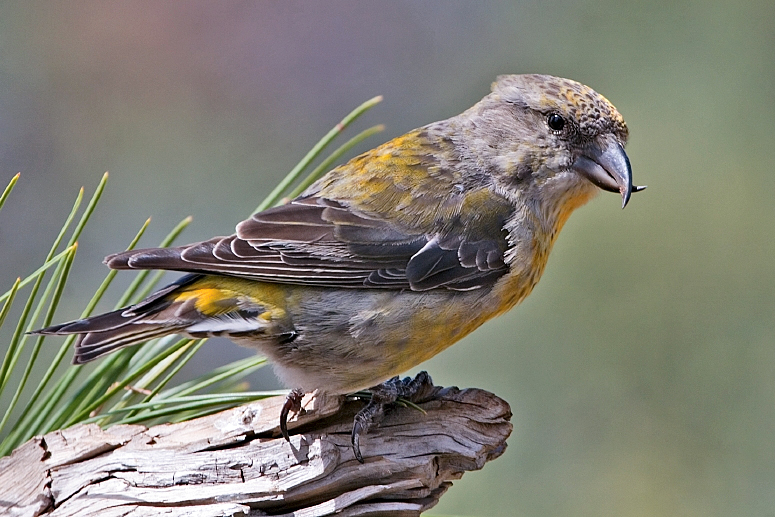
أنثى مُصلَّب المنقار الأحمر

أمّا الإناث البالغات فيكون لونها زيتيّا مائلا إلى الرّماديّ، وتتخلّله بقع ونقاط بنيّة اللّون. ويمكن للأرداف والصّدر أن تأخذ لوناً أصفرا، فيما تكون الأجنحة والذّيل عادة بنيّة داكنة مثل الذّكر.

### الفراخ
أمّا الفراخ قبل بلوغها فتتسّم بلون الإناث تقريبا مع ظهور بعض الرّيشات باللّون الأصفر أو البرتقاليّ في الرّأس ومؤخّرة الظّهر بالنّسبة للذّكور منها.

## أماكن الانتشار
يعتبر مُصلَّب المنقار الأحمر من الطّيور واسعة الانتشار ؛ فهمو متواجد بمعظم دول أوروبا وأمريكا الشمالية وآسيا الشّماليّة والوسطى والصّغرى وشمال أفريقيا.
ويعيش مُصلَّب المنقار الأحمر عادة في الغابات المخروطية مثل غابات الصنوبر والسرو والراتنجيات والتنوبوالأرز.

## التكاثر
يبدأ موسم تزاوج مُصلَّب المنقار الأحمر مبكّرا عادة، وذلك من شهر يناير إلى شهر مايو.
تعشّش الإناث عادة في أعالي الأشجار وتضع من 3 إلى 4 بيضات في البطن الواحد، وهي تضع عادة بطنين في السّنة. وتحضن البيض بنفسها من 13 إلى 16 يوما حسب الظّروف المناخيّة المحيطة بها. ثمّ تفقس الفراخ بمناقير مستقيمة وتبقى في العش من من 14 إلى 16 يوما. وبعد أن تطير تبدأ مناقيرها بالاعوجاج حتى تتمكن من التكيف مع وضعها الطّبيعيّ.
تتميز هذه الطيور بخاصّية فريدة وهي أنّها يمكن أن تتوالد في أيّ وقت من السنة حسب نضوج البذور ووفرتها، فهي تكيّف موسم تزاوجها حسب وفرة الغذاء.

## الغذاء
تقتات هذه الطيور على بذورالأرز والصنوبر أساسا زيادة على بذور الأشواك والحشرات الصّغيرة. أمّا المدجّنة منها فتقتات على خلطة الكناري والحسون بشكل عام باستثناء بذور الشوفان والكتان. كما أنها تفضّل بذور عباد الشمس على باقي البذور.

## صفات أخرى
يعتبر مُصلَّب المنقار الأحمر مقلّدا بارعا للأصوات ويمكن تلقينه عدّة لغات، منها لغة الكناري والحسون والعندليب... كما يمكن تهجينه مع عدّة أنواع من الطّيور منها الكناري والحسون وغيرها.